# Día Mundial de la Televisión

El Día Mundial de la Televisión es una jornada que se celebra anualmente el 21 de noviembre desde 1997, fue establecido por la  Asamblea General de las Naciones Unidas en 1996.

## Proclamación
El Día Mundial de la Televisión fue proclamado por la Asamblea General de las Naciones Unidas el 17 de diciembre de 1996. La proclamación tuvo como objetivo reconocer la influencia creciente de la televisión en la formación de la opinión pública, la orientación de la sociedad y su impacto en los asuntos políticos y sociales. Con esta resolución, la ONU subrayó la importancia de este medio como una herramienta de comunicación y movilización global.
Sin embargo, varias delegaciones, como las de Estados Unidos, Países Bajos y Alemania, se abstuvieron de votar a favor. Argumentaron que la creación de otro día conmemorativo era innecesaria y que podría legitimar el uso indebido de la televisión. Además, expresaron preocupaciones sobre la posible interferencia gubernamental en la libertad de prensa y señalaron que la televisión no era accesible para la mayoría de la población mundial, lo que podría convertir la celebración en algo elitista.

## Celebración
Se celebra anualmente el 21 de noviembre desde 1997. Esta fecha fue elegida para conmemorar la realización del primer Foro Mundial sobre la Televisión, que tuvo lugar el 21 y 22 de noviembre de 1996 en la sede de la ONU. En este día, se realizan actividades que destacan la relevancia de la televisión en la sociedad moderna, como la difusión de programas especiales que abordan temas de paz, seguridad, desarrollo económico y social, así como intercambios culturales. Además, se promueve la reflexión sobre el papel de la televisión en la educación y la concienciación global.

## Temas
- 1997: Television in the New Multimedia Environment,[5] ('Televisión en el nuevo entorno multimedia')
- 1998: The Future of Audiovisual Memory: Looking at the 20th century - Towards the 21st century,[6] ('El futuro de la memoria audiovisual: Mirando al siglo XX - hacia el siglo XXI')
- 1999: Television and the United Nations,[7] ('La televisión y las Naciones Unidas')
- 2000: TV@globe: Adding Values in the Digital Era,[8] ('TV@globe: Añadiendo valores en la era digital')
- 2002: Communicative powers,[9] ('Poderes comunicativos')
- 2003: World’s most powerful medium of communication can be tremendous force for good,[10] ('El medio de comunicación más poderoso del mundo puede ser una tremenda fuerza para el bien')
- 2014: Television represents a symbol for communication and globalization in the contemporary world,[11] ('La televisión representa un símbolo de comunicación y globalización en el mundo contemporáneo')
- 2017: Special Event to Mark World TV Day 2017,[12] ('Evento especial para conmemorar el Día Mundial de la Televisión 2017')
- 2018: Lights, Camera, Action on the SDGs: The power of storytelling to create change,[13] ('Luces, cámara, acción sobre los ODS: El poder de contar historias para generar cambios')

- 2019: A Look at UN Partnerships with the Entertainment Industry in 2019,[14] ('Una mirada a las asociaciones de la ONU con la industria del entretenimiento en 2019')
- 2023: Designed for Service: The Role of Television in Today’s Troubled World,[15] ('Diseñada para el servicio: El papel de la televisión en el mundo problemático de hoy')